# Nowyje Chimki
Nowyje Chimki – stadion piłkarski w podmoskiewskich Chimkach. Powstał w 2002 roku w miejscu starego kompleksu sportowego.
Stadion mieści około 3000 widzów, wszystkie trybuny są zadaszone.